# روجر سكروتن
روجر فيرنون سكروتن (بالإنجليزية: Roger Scruton)‏، فيلسوف وكاتب إنجليزي وُلِد في 27 فبراير 1944، عضو الجمعية الملكية للأدب (إف آر إس إل)، زميل في الأكاديمية البريطانية (إف بي إيه)، مُتخصص في فلسفة الجمال (الأستيطيقا) والفلسفة السياسية، لاسيما في تعزيز الآراء المحافظة التقليديّة.
عمِل سكروتن كمحرر في المجلّة السياسية المُحافظة «ذا ساليسبري» في الفترة الممتدة بين عاميّ 1982 و2001، قام بتأليف أكثر من 50 كتاب في الفلسفة، الفن، الموسيقا، السياسة، الأدب، الثقافة، الثقافة الجنسية والدين. كتب روايات وقطعتين من موسيقا الأوبرا. شملت أبرز منشوراته: معنى المحافظة (1980)، الرغبة الجنسية (1986)، جماليات الموسيقا (1997) وَكيف تكون محافظًا (2014). كان مساهمًا دوريًا في وسائل الإعلام الشعبية بما فيها «ذا تايمز»، «ذا سبيكتيتور» و«نيو ستيتسمان».
تبنّى سكروتن الاتجاه المُحافظ بعدما شهِد الاحتجاجات الطلابيّة في فرنسا التي جرت في مايو 1968. كان محاضرًا وأستاذًا في علم الجمال في كليّة بيركبيك في لندن في الفترة الممتدة بين عاميّ 1971 و1992، ليشغَل بعد ذلك عدة مناصب أكاديميّة بدوام جزئيّ، وفي الولايات المتحدة أيضًا. ساعد في تأسيس شبكات أكاديمية تحت الأرض في ثمانينيات القرن العشرين في أوروبا الشرقية والتي كان يسيطر عليها الاتحاد السوفيتي، حصل في عام 1998 على وسام الاستحقاق من جمهورية التشيك (الدرجة الأولى) والتي قلّده إياها الرئيس فاسلاف هافيل. حصل في عام 2016 على لقب السير لخدماته في الفلسفة والتدريس والتعليم العام.

## النشأة

### الخلفية العائليّة
وُلِدَ سكروتن في قرية بوسلينثورب في لنكولنشاير، لوالديه جون (جاك) سكروتن والذي كان مُدرّسًا في مانشستر، وبيرل كلاريس سكروتن (المعروفة ب هاينز)، نشأ مع شقيقتيه في مدينة مارلو في منطقة ويكومب. أظهرت شهادة ميلاد والد جاك بأنه حصل على اسمه الأخير «سكروتن» بشكل مؤخر نسبيًا، وبيّنت الشهادة بأنه ماثيو لوي وذلك نسبةً لولدة ماثيو مارغريت لوي (جدّة سكروتن الكبرى) في حين أنها لم تأتي بأي ذكر للأب. بالرغم من ذلك، قررت مارغريت لوي أن تُربّي ابتها ماثيو سكروتن بدلًا من ذلك ولأسباب مجهولة.
نشأ جاك في منطقة أنكواتس داخل مدينة مانشستر، نال منحة دراسيّة لمدرسة مانشستر الثانوية، وهي مدرسة قواعد. أخبر سكروتن صحيفة الغارديان بأن جاك كان يكره الطبقات العليا وأنه أحبَّ الريف، في حين أن بيريل كانت مولعة بالخيال الرومانسي.

### التعليم
عاش سكروتن مع والديه وشقيقتيه والكلب سام في منزل شبه المرصوف بالحصى في هامرسلي لين بهاي ويكومب. وبالرغم من نشأة والديه كمسيحيين، فقد اعتبرا نفسيهما إنسانيين، لذلك كان المنزل بمثابة (منطقة خالية من الأديان). كانت علاقة سكروتن، مع العائلة بأكملها وبخاصة والده صعبة. وكتب في مذاكراته (الندم اللطيف) «الأصدقاء يأتون ويذهبون، والهوايات والأعياد تلطف الروح مثل أشعة شمسٍ عابرة في ريح صيفية، والجوع للمودة ينقطع عند كل نقطة بسبب الخوف من الحكم».
بعد اجتيازه أكثر من 11 عامًا، التحق بمدرسة القواعد في ويكومب من 1954 إلى 1962، حاصلًا على أعلى المستويات في الرياضيات التطبيقية، الفيزياء والكيمياء. حصل على منحة دراسية مفتوحة في العلوم الطبيعية بجامعة يسوع بكامبريدج نتيجة لنتائجه. كتب سكروتن أنه طُرد من المدرسة بعد ذلك بفترة قصيرة، عندما وجد مدير المدرسة المسرح مشتعلًا أثناء إحدى مسرحيات سكروتن، وفتاة شبه عارية تطفئ النيران، ولكنه عندما أخبر أسرته أنه حصل على مكان في كامبريدج، توقف والده عن التحدث إليه.
بعد أن قصد دراسة العلوم الطبيعية في كامبريدج، شعر روحيًا بأنه في المنزل -رغم كونه غريب اجتماعيًا مثل كل تلميذ في المدرسة القواعد تقريبًا-، فتحول سكروتن منذ اليوم الأول إلى العلوم الأخلاقية (الفلسفة). حصل على المركز الأول مع مرتبة الشرف في الاختبارين الرئيسيين عام 1965، ثم قضى بعض الوقت حول العالم بعضها مدرسًا في جامعة بو وبايز دي لادور في بو بفرنسا، حيث التقى زوجته الأولى، دانييل لافيتى.
في عام 1967 بدأ الدراسة للحصول على درجة الدكتوراه في كلية يسوع، ثم أصبح زميلًا باحثًا في بيترهاوس بكامبردج (1969-1971)، حيث عاش مع لافيتى عندما لم تكن في فرنسا. تبنّى سكروتن مبادئ حزب المحافظين لأول مرة وذلك أثناء زيارتها للاحتجاجات الطلابية في مايو1968 في فرنسا. كان في الحي اللاتيني في باريس، يراقب الطلاب وهم يقلبون السيارات، ويحطمون النوافذ وللمرة الأولى في حياته شعر بموجة غضب سياسي.
«أدركت فجأة أنني كنت على الجانب الآخر. ما رأيته كان غوغاء جامحة من مثيري الشغب من الطبقة الوسطى المتسامحين. عندما سألت أصدقائي عما يريدون، وما الذي كانوا يحاولون تحقيقه؟ كان كل ما حصلت عليه هو هذه التعبيرات الماركسية المثيرة للسخرية. لقد شعرت بالاشمئزاز من ذلك، واعتقدت أنه يجب أن يكون هناك طريق للدفاع عن الحضارة الغربية ضد هذه الأشياء. وذلك عندما أصبحت من المحافظين، لأنني كنت أعلم أنّي أردت الحفاظ على الأشياء بدلًا من سحبها».

## السبعينيات -الثمانينيات

### بيركبيك، والزواج الأول
درس سكروتن في كلية بيركبيك لمدة 21 عامًا، وحصل على درجة الدكتوراه في يناير عام 1973 عن أطروحة بعنوان «الفن والخيال، دراسة في فلسفة العقل» وأشرف عليها كل من مايكل تانر وإليزابيث أنسكومب، إذ قدم نظرية تجريبية عن مبادئ الجمال. كانت الأطروحة أساس كتابه الأول «الفن والخيال» (1964)، الذي تلاه «جماليات الهندسة المعمارية» (1979). ومنذ عام 1971 درّس الفلسفة في كلية بيركبيك بلندن المتخصصة في تعليم الكبار وتكون مواعيد الدراسة في المساء. بفضل العمل في بيركبيك كان نهار سكروتن غير شاغر، لذا استغل الوقت لدراسة القانون في كلية الحقوق (1974-1976) واستدعي إلى نقابة المحامين في عام 1978؛ لأنه لم يستطع إنهاء الفترة الخاصة بالتدريب لأنه لم يكن قادرًا على قضاء سنة دون عمل؛ فلم يمارس المحاماة. وفي الوقت نفسه، كانت لافيتى تدرّس اللغة الفرنسية في مدرسة بوتني الثانوية، وعاش الزوجان معًا في شقة في شارع هارلي كانت تشغلها سابقًا ديليا سميث. تزوجا في عام 1972 وانفصلا في عام 1979.
قال سكروتن إنه كان المحافظ الوحيد في بيركبيك، باستثناء المرأة التي قدمت وجبات الطعام في غرفة الحوار المشتركة. في عام 1974، جنبًا إلى جنب مع هيو فريزر، وجوناثان أيتكين، وجون كيسي، أصبح عضوًا مؤسسًا في النادي التابع لمجموعة المحافظين الفلاسفة، والذي يهدف إلى تطوير أساس فكري قائم على مبادئ المحافظين. وحضر المؤرخ هيو توماس والفيلسوف أنتوني كوينتون الاجتماعات، كما فعلت مارجريت تاتشر قبل أن تصبح رئيسة للوزراء؛ قيل عنها إنها قالت خلال أحد الاجتماعات في عام 1975: «لدى الجانب الآخر أيديولوجية تمكنهم اختبار سياساتهم ضدها، يجب أن يكون لدينا واحدة أيضًا».
تأثرت مسيرة سكروتن الأكاديمية في بيركبيك بانتمائه للمحافظين، لا سيما من خلال كتابه الثالث، معنى المحافظين (1980). وبعد ذلك كونه رئيس تحرير لمجلة سالزبوري المحافظة. قال لصحيفة الغارديان «إن زملائي في بيركبيك شوهوني بسبب الكتاب». رفض الفيلسوف الماركسي جي إيه كوهين من جامعة كلية لندن تدريس حلقة دراسية سيمينار مع سكروتن، رغم أنهم أصبحوا فيما بعد أصدقاء. واصل التدريس في بيركبيك حتى عام 1992، أولًا كمحاضر، وبحلول عام 1980 كقارئ، ثم كأستاذ لعلم مبادئ الجمال.

## روابط خارجية
- روجر سكروتن على موقع IMDb (الإنجليزية)